# Ango
Ango este un oraș în  provincia Haut-Congo, Republica Democrată Congo. În 2012 avea o populație de 8 675 de locuitori, iar în 2004 avea 7 394.